# Höhenbach (Lech)

Arbeiten im Bachbett des Höhenbach in Holzgau

Der Höhenbach ist ein 4,4 km langer linker Zufluss des Lechs in den Allgäuer Alpen in Tirol.
Er entsteht aus der Vereinigung von Rossgumpenbach und Schochenalpbach bei der Unteren Roßgumpenalpe. Der 2,9 km lange Rossgumpenbach, bisweilen als der Oberlauf des Höhenbachs angesehen, bildet sich aus drei Quellbächen unterhalb des Krottenkopfs auf 1970 m ü. A. (⊙) und verläuft Richtung Süden. Der Schochalpenbach entspringt auf 2067 m ü. A. im Schönanger (⊙) unterhalb des Hohen Lichts und fließt in nordöstlicher bis östlicher Richtung. Der Höhenbach verläuft geradlinig Richtung Süden, stürzt über den Simms-Wasserfall, fließt durch Holzgau, das auf seinem Schwemmkegel liegt, und mündet südlich davon in den Lech. 
Das Einzugsgebiet des Höhenbachs misst rund 22 km² und erstreckt sich von 1083 m ü. A. bei der Mündung bis 2656 m ü. A. (Krottenkopf).
Die Quellbäche und der Großteil des Höhenbachs sind relativ naturbelassen. Der ökologische Zustand des Höhenbachs wird bis kurz vor Holzgau als sehr gut, dort als mäßig bis unbefriedigend eingestuft. Die Bachsohle ist bis auf einen kurzen Abschnitt im Ortsgebiet von Holzgau unverbaut, die Ufer sind oberhalb von Holzgau streckenweise, vom Ortsbeginn bis zur Mündung durchgehend verbaut. Drei kleinere Wasserkraftanlagen nutzen das Wasser des Höhenbachs zur Energieerzeugung.